# فيرتشايلد إف-11
فيرتشايلد إف-11  (بالإنجليزية: Fairchild F-11 Husky)‏ هي طائرة منافع، أحادية السطح، بمحرك واحد. أنتجت في 1946 بكندا. من صناعة فيرتشايلد للطائرات المحدودة. كان أول طيران لها في 14 يونيو 1946. صنع منها 12 طائرة.